# Souldrop
Souldrop är en by i civil parish Knotting and Souldrop, i kommunen Borough of Bedford i grevskapet Bedfordshire i England. Byn är belägen 13 km från Bedford. Souldrop var en civil parish fram till 1934 när blev den en del av Knotting and Souldrop. Civil parish hade 161 invånare år 1931.